# Ehrenberg (Rhön)
Ehrenberg (Rhön) är en kommun i Landkreis Fulda i Regierungsbezirk Kassel i förbundslandet Hessen i Tyskland. 
Kommunen bildades 31 december 1970 genom en sammanslagning av de tidigare kommunerna Melperts, Seiferts och Wüstensachsen.